# Enipo elisabethae
Enipo elisabethae är en ringmaskart som beskrevs av McIntosh 1900. Enipo elisabethae ingår i släktet Enipo och familjen Polynoidae. Arten har ej påträffats i Sverige. Inga underarter finns listade i Catalogue of Life.